# 高知ケーブルテレビ
高知ケーブルテレビ株式会社（こうちケーブルテレビ、Kochi Cable Broadcast Co.,Inc.）は、高知市のほぼ全域、ならびに同市旧春野町地域、南国市、吾川郡いの町の各一部をエリアとするケーブルテレビ局である。略称はKCB。ホームページ等では、KCB高知ケーブルテレビ（ケイシービーこうちケーブルテレビ）と記載されている。

## 歴史
- 1983年（昭和58年）8月8日 - 会社設立。
- 1984年（昭和59年）12月 - ホテル向けケーブルテレビ局として開局。
- 1987年（昭和61年）12月 - 一般向けにも開局。当時はNHK高知総合・教育、高知放送・テレビ高知・サンテレビを再送信していた。
- 1993年（平成5年）7月 - テレビせとうちの再送信を開始。
- 1997年（平成9年）4月1日 - 高知さんさんテレビの再送信を開始。
- 1999年（平成11年）3月 - ディレクTV経由でTVKテレビの一部番組の再送信を開始（YOKOHAMAベイサイドTV）
- 2000年（平成12年）10月2日 - ディレクTVの終了に伴い、TVKテレビの再送信を中止。
- 2006年（平成18年）7月1日 - デジタル放送サービス開始。
- 2011年（平成23年）
  - 2月18日 - 瀬戸内海放送の再送信を開始。
  - 7月24日 - アナログ放送終了に伴い、サンテレビ・テレビせとうちの再送信を終了。
- 2013年（平成25年） - 順次FTTHに切替によりBSパススルーサービス開始。
- 2018年（平成20年）
  - 10月 - 全サービスエリアのFTTH化を完了。
  - 12月1日 - BSパススルーおよび、STB向けサービスにおいて新4K8K衛星放送の再放送を開始。

## サービスエリア
全て高知県。
- 高知市（平野部住宅地域のほぼ全域）
- 南国市中心部（後免町・西野田町・大埇の一部）、田村地区、緑ヶ丘（十市パークタウン）の一部
- 吾川郡いの町天王地区（天王ニュータウン）
- 吾川郡いの町枝川（一部地域）
- 高知市春野町南ヶ丘（高知南ニュータウン）

## 主な放送チャンネル

### 地上波系列別再送信局
| NHK-G   | NHK-E   | NNN/NNS  | ANN          | JNN        | TXN | FNN/FNS            | JAITS |
| ------- | ------- | -------- | ------------ | ---------- | --- | ------------------ | ----- |
| NHK高知 | NHK高知 | 高知放送 | 瀬戸内海放送 | テレビ高知 |     | 高知さんさんテレビ |       |

全てのプランは、パススルー方式の視聴の為、契約さえしていればセットトップボックスが無くても視聴出来る。

### テレビ局
| デジタル | 放送局                                       |
| -------- | -------------------------------------------- |
| D011     | NHK高知総合                                  |
| D021     | NHK高知Eテレ                                 |
| D041     | 高知放送                                     |
| D051     | 瀬戸内海放送                                 |
| D061     | テレビ高知                                   |
| D081     | 高知さんさんテレビ                           |
| D111     | KCBチャンネルHV                              |
| J718     | KCBイベントチャンネルHD                      |
| J702     | KCB番組案内チャンネル                        |
| J703     | KCBお天気チャンネル                          |
| J714     | KCBスペシャルチャンネル                      |
| J716     | KCBこうち生活情報チャンネル                  |
| BS101    | NHK BS                                       |
| BS141    | BS日テレ                                     |
| BS151    | BS朝日                                       |
| BS161    | BS-TBS                                       |
| BS171    | BSテレ東                                     |
| BS181    | BSフジ                                       |
| BS191    | WOWOWプライム                                |
| BS192    | WOWOWライブ                                  |
| BS193    | WOWOWシネマ                                  |
| BS200    | BS10                                         |
| BS201    | BS10スターチャンネル                         |
| BS211    | BS11 イレブン                                |
| BS222    | BS12 トゥエルビ                              |
| BS231    | 放送大学テレビ1                              |
| BS232    | 放送大学テレビ2                              |
| BS234    | グリーンチャンネル                           |
| BS236    | BSアニマックス                               |
| BS242    | J SPORTS 1                                   |
| BS243    | J SPORTS 2                                   |
| BS244    | J SPORTS 3                                   |
| BS245    | J SPORTS 4                                   |
| BS251    | BS釣りビジョン                               |
| BS252    | WOWOWプラス                                  |
| BS255    | 日本映画専門チャンネル                       |
| BS256    | ディズニー・チャンネル                       |
| BS260    | J:COM BS                                     |
| BS265    | BSよしもと                                   |
| 4K 101   | NHK BSプレミアム4K                           |
| 4K 141   | BS日テレ 4K                                  |
| 4K 151   | BS朝日 4K                                    |
| 4K 161   | BS-TBS 4K                                    |
| 4K 171   | BSテレ東 4K                                  |
| 4K 181   | BSフジ 4K                                    |
| 4K 211   | ショップチャンネル 4K                        |
| 4K 221   | 4K QVC                                       |
| J401     | ケーブル4K                                   |
| J711     | QVC                                          |
| J572     | QVC HD                                       |
| J710     | ショップチャンネル                           |
| J571     | ショップチャンネル HD                        |
| J700     | えんてれ                                     |
| J576     | 釣りビジョン HD                              |
| J570     | 囲碁・将棋チャンネル                         |
| J585     | グリーンチャンネル                           |
| J586     | グリーンチャンネル2                          |
| J812     | SPEEDチャンネル                              |
| J771     | Mnet                                         |
| J602     | Mnet HD                                      |
| J580     | MONDO TV HD                                  |
| J545     | テレ朝チャンネル1 ドラマ・バラエティ・アニメ |
| J558     | テレ朝チャンネル2 ニュース・情報・スポーツ   |
| J582     | フジテレビONE スポーツ・バラエティ           |
| J581     | フジテレビTWO ドラマ・アニメ                 |
| J698     | フジテレビNEXT ライブ・プレミアム            |
| J538     | TBSチャンネル1 最新ドラマ・音楽・映画        |
| J567     | タカラヅカ・スカイ・ステージ                 |
| J520     | ムービープラス HD                            |
| J524     | WOWOWプラス                                  |
| J522     | 映画・チャンネルNECO-HD                      |
| J721     | 日本映画専門チャンネル HD                    |
| J535     | 女性チャンネル♪LaLa TV HD                    |
| J530     | ファミリー劇場 HD                            |
| J534     | 時代劇専門チャンネル HD                      |
| J533     | Dlife HD                                     |
| J532     | アクションチャンネル                         |
| J531     | スーパー!ドラマTV HD                         |
| J537     | ミステリーチャンネル                         |
| J763     | 衛星劇場                                     |
| J526     | 衛星劇場 HD                                  |
| J525     | 東映チャンネル HD                            |
| J601     | KBS WORLD HD                                 |
| J769     | V☆パラダイス                                 |
| J562     | スペースシャワーTV HD                        |
| J564     | 歌謡ポップスチャンネル HD                    |
| J561     | MUSIC ON!TV(エムオン!) HD                    |
| J542     | キッズステーション HD                        |
| J541     | アニマックス HD                              |
| J540     | カートゥーン・ネットワーク HD                |
| J544     | AT-X HD!                                     |
| J556     | ディスカバリーチャンネル HD                  |
| J559     | ナショナル ジオグラフィック HD               |
| J513     | J SPORTS 1 HD                                |
| J514     | J SPORTS 2 HD                                |
| J510     | J SPORTS 3 HD                                |
| J515     | J SPORTS 4 HD                                |
| J512     | GAORA SPORTS HD                              |
| J511     | スカイA                                      |
| J517     | ゴルフネットワーク HD                        |
| J518     | 日テレジータス                               |
| J551     | 日経CNBC                                     |
| J791     | BBCニュース                                  |
| J552     | 日テレNEWS24                                 |
| J554     | TBS NEWS                                     |
| J950     | プレイボーイチャンネル                       |
| J954     | チェリーボム                                 |

- デジタル放送はJC-HITSを使用。
- サンテレビ・テレビせとうちの再送信はアナログ放送が終了した2011年7月24日をもって終了。
- デジアナ変換サービスは2015年3月31日で終了。

### ラジオ局
| MHz      | MHz             | 放送局           |
| アナログ | デジタル        | 放送局           |
| -------- | --------------- | ---------------- |
| 79.7     | J709 （副音声） | 放送大学BSラジオ |
| 80.2     |                 | FM802            |
| 83.9     |                 | Hi-Six           |
| 84.5     |                 | NHK高知FM        |
| 85.1     |                 | FM大阪           |

- 高知シティFM、FM COCOLO、高知放送のFM補完放送の再送信は行われていない。
- 79.7MHzは旧パーフェクTV!（現在のスカパー!）が開局するまでの間、FM愛媛の再送信に使われていた。

## 区域外再放送の歴史
- 2011年2月まで当社（以下KCB）ではTXN系列のテレビせとうちは視聴出来ても、ANN系列局（愛媛朝日テレビ・瀬戸内海放送・朝日放送）は視聴出来なかった。同時に、日本国内で県庁所在地および人口10万人以上を市の主要地域を対象地域とするケーブルテレビ局で唯一ANN系列を再送信していないケーブルテレビ局でもあった。ケーブルテレビでの再送信も含み、TXN系列が視聴出来れば他4系列も視聴出来る事が全国で一般的になっている事からも極めて特殊な地域であった。
- 当初、テレビせとうちと独立局のサンテレビの電波は長岡郡大豊町の梶ヶ森（かじがもり、標高1,400m）山頂付近でUHFパラボラアンテナによって受信され、それらをSHF帯に変換したものが高知市の局舎へと伝送されていた。その為、受信地点 - KCB局舎間を結ぶ直線上で強い降雨があると再送信が途切れていた。加えてサンテレビは神戸送信所を受信しても四国山地には微弱電波しか届かず、安定した映像・音声が再送信されているケースはごく稀であった。
- その後、県外放送の光ケーブル伝送が認可されるようになってからはテレビせとうちは香川県の中讃ケーブルビジョンから、サンテレビは兵庫県のケーブルネット神戸芦屋の神戸・三木局（J:COM神戸・三木）から光ケーブル（神戸・丸亀 - 高松 - 高知間、高松 - 高知間はSTNetの回線を使用。）でそれぞれ伝送されていた。
- 高知県西部の一部のケーブルテレビ局ではアナログ時代からANN系列の愛媛朝日テレビの再送信を行っていたのに対し、当社によるANN系列の再送信は地元民放3局の同意が得られない為に長年行っていなかった。しかし、2011年2月18日に状況は一変。地元民放3局が事実上折れる形で瀬戸内海放送の再送信を開始し、高知県中部におけるANN系列の再送信が実現することになった。
その代わりKCBは以前から実施してきたテレビせとうちとサンテレビの再送信を同年7月24日のアナログ放送終了をもって取り止めた。なお、この一連の経過において2011年2月 - 同年7月の約5ヶ月間に限り、在京民放の主要5系列+県域独立局を視聴出来ていたことになる。
瀬戸内海放送の再送信についてはテレビせとうちの再送信に使用していた中讃ケーブルビジョンからの光ケーブル回線を流用していると推測される。

- ちなみに、高知さんさんテレビの開局（1997年4月）以前、FNN系列（テレビ愛媛・岡山放送・関西テレビ）の再送信は当時の地元民放2局の同意が得られなかったために行っていなかった。こうした背景により当社はさんさんテレビに資本参加し、当時のKCBの副社長を初代社長に送り込んている。もっとも、高知第3局民放のキー局候補にはテレビ朝日系列もあり、会社設立前の準備期間にはKCBを含む発起人の間でフジテレビとテレビ朝日のどちらを取るかが二分され、KCBはフジテレビを推していたという。

## 支払い
料金の支払いにクレジットカードの利用は出来ない。当社が料金収納事務を受託しているPikaraも同様（STNetによるクレジットカード支払いは可能。）。